# Tlumič nárazu

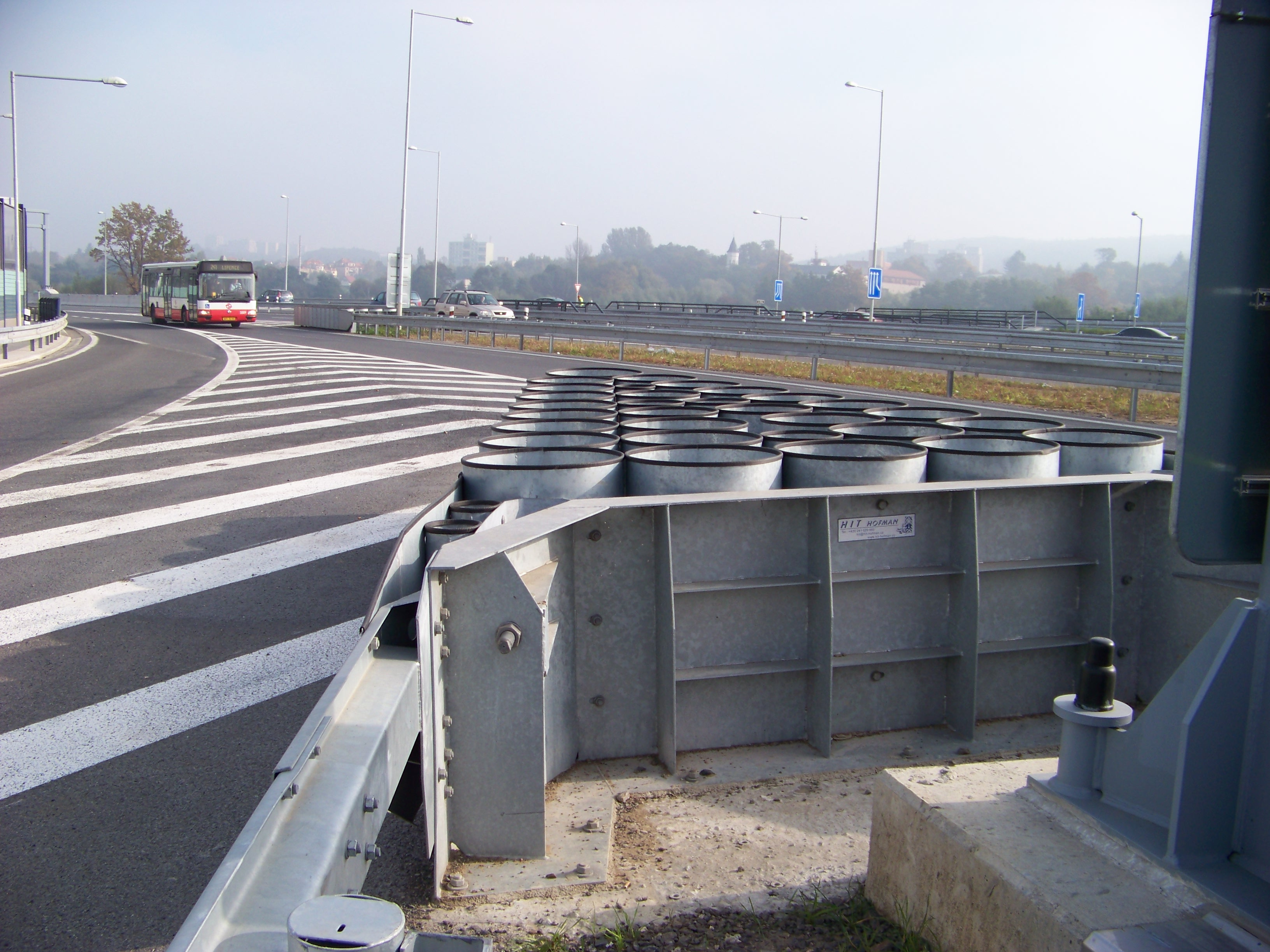
Tlumič nárazu na Strakonické ulici v Praze

Tlumič nárazu je dopravní zařízení na pozemní komunikaci, které slouží jako záchytný systém pro případ nárazu vozidel v nebezpečných místech. Typické využití je v rozpojení odbočovací rampy křižovatky nebo k ochraně portálu návěsti.
Tlumiče bývají ocelové nebo plastové. Bývají konstruované s velkou deformační zónou. Jejich konstrukce se liší podle návrhové rychlosti.